# Mitrovačko jezero
Mitrovačko jezero (alb. Liqeni i Mitrovicës, srp. Митровачко језеро) umjetno je jezero koje se nalazi u blizini grada Kosovske Mitrovice na Kosovu.

## Povijest
Ideja izgradnje umjetnoga jezera na rijeci Ibar u blizini Kosovske Mitrovice postojala je odavno, ali tek je 2012. godine općina Mitrovica u suradnji s Ministarstvom lokalne samouprave Kosova donijela odluku o izgradnji umjetnoga jezera. Rad na izgradnji jezera počeo je 2013. godine, dok su radovi na njemu dovršeni 2017. godine donacijom Europske unije.

## Zemljopis
Mitrovačko jezero umjetno je jezero dužine oko 1,8 kilometara, širine do 150 metara i dubine do 4 metra. Jezero se prostire duž rijeke Ibar, između Kosovske Mitrovice i sela: Donji Suvi Do, Gornji Suvi Do, Donje Žabare, Gušavac i Donje Vinarce.